# 9P/Темпеля
Комета Темпеля 1, офіційне позначення 9P/Темпеля (9P/Tempel) — короткоперіодична комета сімейства Юпітера. Була відкрита 3 квітня 1867 року марсельським астрономом Вільгельмом Темпелем. Є першою в історії кометою, на поверхню якої було надіслано зонд.

## Відкриття і орбітальна історія
Під час виявлення період обертання комети навколо Сонця становив 5,65 року. Однак комета внаслідок проходів поблизу Юпітера під впливом його гравітації неодноразово змінювала орбіту. Відповідно, змінювався і період обертання. В даний час він становить 5,52  року.

## Характеристики

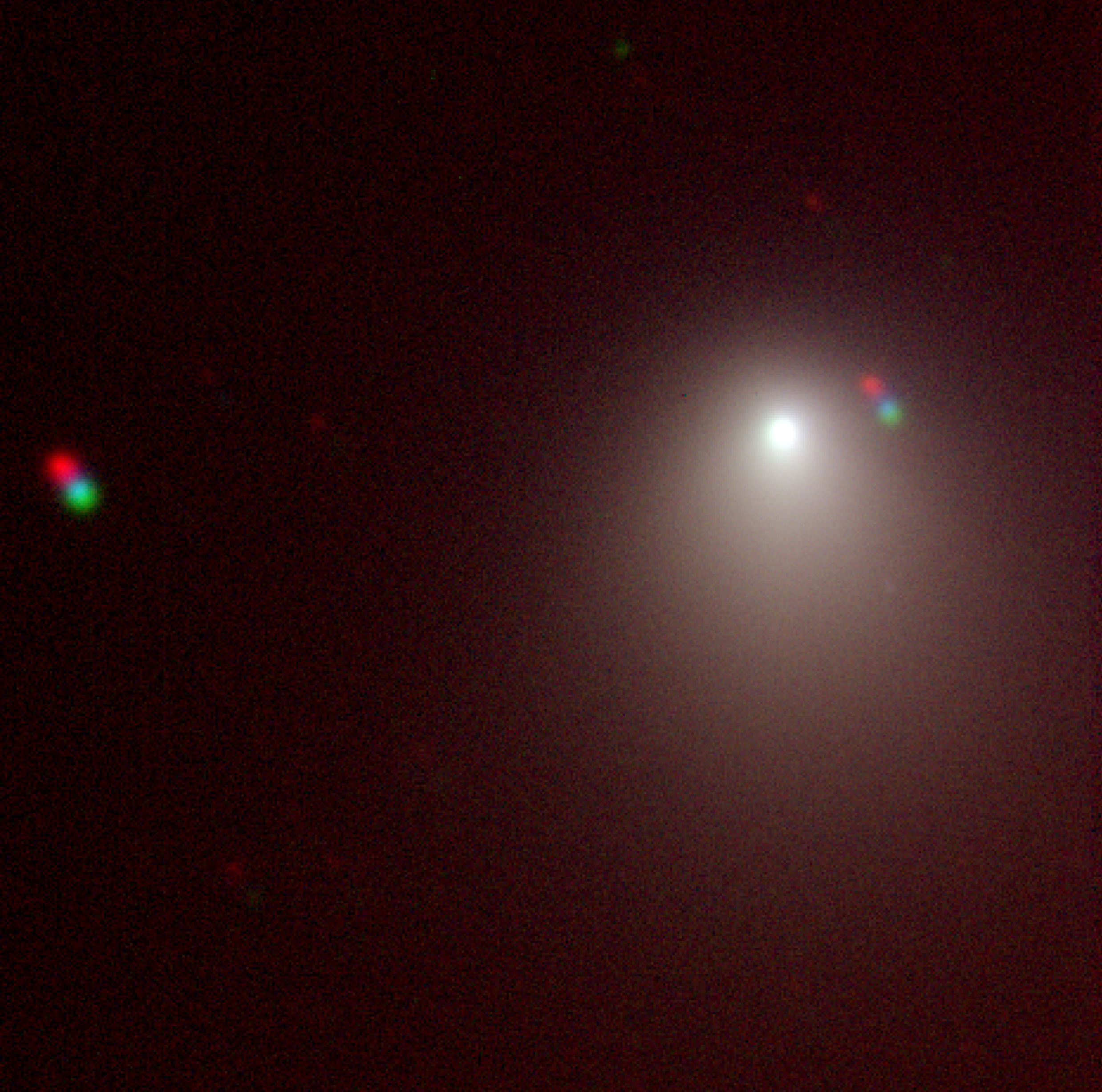
Фотографія комети в штучних кольорах, зроблена за допомогою телескопа з активною оптикою (New Technology Telescope) в ESO 4 травня 2005 року.

Розмір ядра комети становить 14 × 4  км (вимірювання виконано космічним телескопом «Габбл» у видимому світлі і космічним телескопом «Спітцер» в інфрачервоному світлі). Відповідно до вимірів, альбедо комети становить всього 4 %, а період обертання дорівнює двом добам.
14 червня 2005 року з космічного орбітального телескопа «Габбл» було зроблено фотографію викиду речовини (аномальний кометний хвіст) з ядра комети в напрямку Сонця, причому «рукав» викиду розтягнувся більше ніж на 2000  км. Вчені припускають, що в міру наближення до Сонця під дією сонячного тепла на поверхні семикілометрового ядра комети могла утворитися тріщина, з якої почали вириватися пил і гази. Не виключається й версія про те, що це тепло якраз, навпаки, розігріло стиснуті під крижаною поверхнею ядра гази і пил і вони прорвали верхню крижану коросту. Мабуть, цей шлейф довго не протримається. Однак це спостереження жодним чином не торкнулося місії Deep Impact, яку було виконано як і було заплановано.
За даними космічного телескопа XMM-Newton, комета є джерелом слабкого рентгенівського випромінювання.

## Зближення з космічними апаратами

### Deep Impact

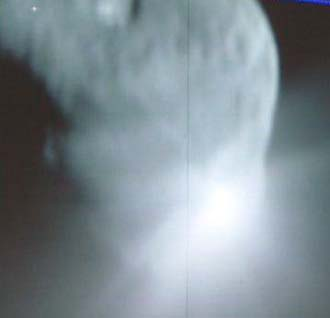
Фотографія наслідків зіткнення імпактора з ядром комети

4 липня 2005 року о 8:52 за київським часом увінчалася успіхом місія NASA під назвою Deep Impact, яка передбачала зіткнення з кометою 370-кілограмового снаряда, так званого імпактора. Згідно з підрахунками, при влучанні його швидкість становила 10,6  км/с. Енергію удару можна порівняти з тією, яка виділилася б при вибуху 5  тонн тротилу. Зіткнення сталося на відстані 133  млн км від Землі. На сайтах NASA можна знайти фотографії цього зіткнення.
Внаслідок зіткнення виділилося відносно мало води і багато пилу. Це говорить про те, що комета — далеко не «брила льоду». У викиді також було виявлено вуглекислий газ і органічні сполуки.

### Дослідження космічного апарата Стардаст
14 лютого 2011 року поблизу ядра комети 9P/Темпеля пролетів КА «Стардаст» (Stardust) і зняв зміни на поверхні комети, спричинені влучанням у неї імпактора.